# Мостовське (Артемовський міський округ)
Мостовське́ (рос. Мостовское) — село у складі Артемовського міського округу Свердловської області.
Населення — 945 осіб (2010, 900 у 2002).
Національний склад населення станом на 2002 рік: росіяни — 94 %.